# Синсинати (Ајова)
Синсинати (енгл. Cincinnati) град је у америчкој савезној држави Ајова. По попису становништва из 2010. у њему је живело 357 становника.

## Срби у Синсинатију
у Синсинатију је било насељеника Срба, који су крајем 1906. године основали српску читаоницу. Циљ постојања те читаонице да помаже онима који се разболе или пострадају. Председник читаонице је био Светозар Илијин, потпредседник Пера Попов, секретар Стева Ракић а благајник и рачуновођа Рада Илијин. Били су то већином Срби Банаћани у Америци.

## Демографија
Према попису становништва из 2010. у граду је живело 357 становника, што је -71 (-16.6%) становника више него 2000. године.
| Група             | 2000.       | 2010.       |
| Белци             | 416 (97,2%) | 345 (96,6%) |
| Афроамериканци    | 0 (0,0%)    | 0 (0,0%)    |
| Азијати           | 0 (0,0%)    | 1 (0,3%)    |
| Хиспаноамериканци | 5 (1,2%)    | 4 (1,1%)    |
| Укупно            | 428         | 357         |